# Czesława Kwoka
Czesława Kwoka (Wólka Złojecka, 15 agosto 1928 – campo di concentramento di Auschwitz, 12 marzo 1943) è stata una vittima dell'Olocausto polacca, nota per le fotografie che le sono state scattate dal detenuto Wilhelm Brasse durante la prigionia al lager di Auschwitz, dove fu deportata durante l'Olocausto in quanto appartenente al gruppo etnico dei polacchi, perseguitato dai nazisti al pari degli ebrei.
Le fotografie che la ritraggono sono divenute iconiche e sono state citate in vari libri e articoli, oltre che nelle numerose interviste fatte allo stesso Brasse.

## Biografia
Czesława Kwoka nacque nel 1928 a Wólka Złojecka, un piccolo villaggio polacco, figlia di Katarzyna Kwoka, una donna cattolica, nata il 15 giugno 1893. Insieme a sua madre (prigioniera numero 26946), Czesława (prigioniera numero 26947) fu deportata da Zamość al campo di concentramento di Auschwitz il 12 dicembre 1942. Morì il 12 marzo 1943, all'età di 14 anni, meno di un mese dopo sua madre (18 febbraio 1943); le circostanze della sua morte non furono registrate. Czesława Kwoka fu una dei circa 230.000 bambini e ragazzi di età inferiore ai diciotto anni che furono deportati ad Auschwitz-Birkenau tra il 1940 e il 1945.

## Le fotografie
Poco dopo il suo arrivo ad Auschwitz, Czesława è stata fotografata dal giovane detenuto polacco Wilhelm Brasse, incaricato dai nazisti di fotografare tutti i prigionieri sia frontalmente che di profilo. Poco tempo prima della liberazione del campo, gli fu ordinato di distruggere tutte le fotografie e i loro negativi, ma Brasse riuscì comunque a salvarne alcune dall'oblio, tra cui il trittico fotografico di Czesława.
Le fotografie ritraenti Czesława Kwoka, con le relative didascalie che la identificano in base al nome, numero di matricola, data e luogo di nascita, data di morte e età alla morte, appartenenza nazionale, etnica e religiosa e data di arrivo al campo, sono attualmente esposte al museo statale di Auschwitz come parte di una mostra commemorativa permanente, intitolata Block no. 6: Exhibition: Life of the Prisoners, esistente dal 1955.
Le foto della Kwoka sono mostrate anche sul sito web ufficiale del museo, negli album e cataloghi pubblicati dal museo, e nel film documentario televisivo polacco del 2005 The Portraitist, incentrato sulla figura di Brasse e trasmesso sul canale TVP1 e in numerosi festival cinematografici. Nel 2018, in occasione del 75º anniversario della sua morte, le fotografie di Czesława sono state colorate, con l'intento di avvicinare maggiormente le persone al dramma dell'Olocausto.

## I ricordi di Brasse

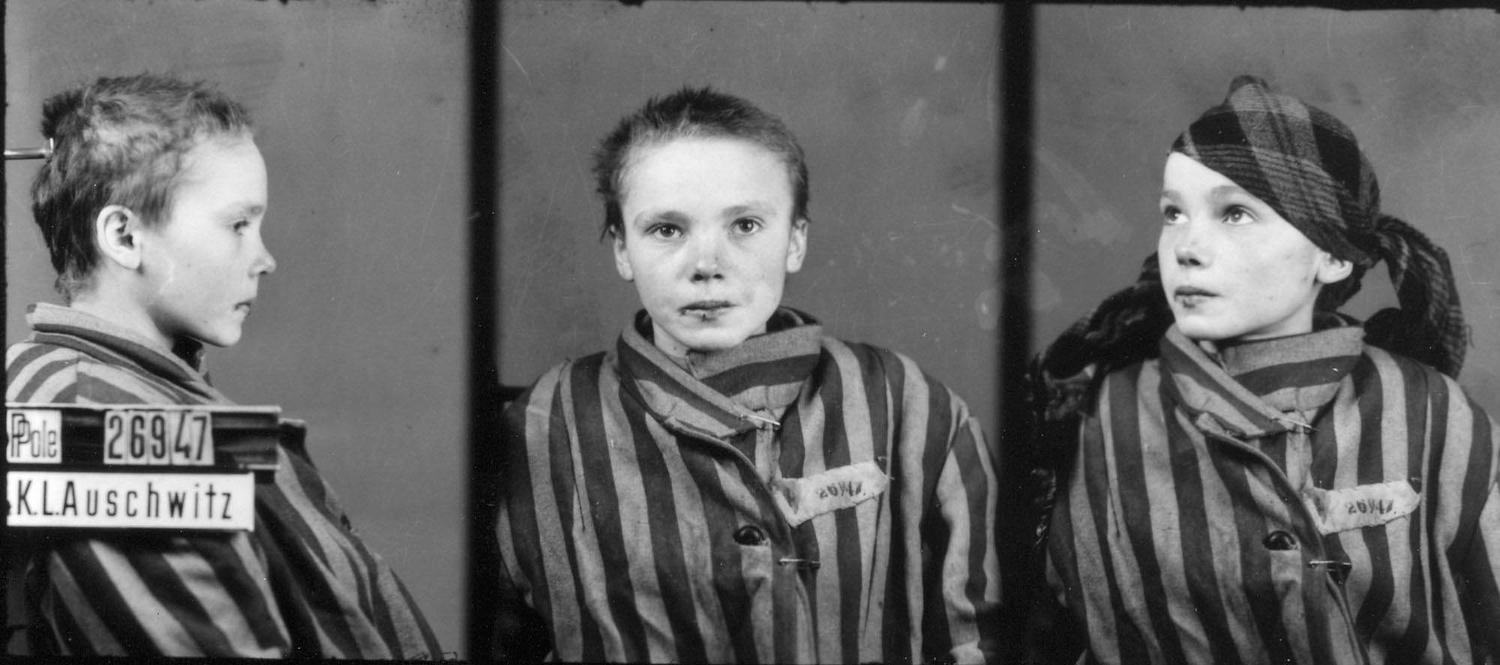
Il famoso trittico fotografico ritraente Czesława Kwoka nel 1942 o nel 1943, realizzato da Wilhelm Brasse

Brasse ricordava nei minimi particolari di quando, come uno dei fotografi del campo, gli ordinarono di fotografare la giovane ragazza Czesława Kwoka, e raccontò quell'episodio nel film documentario The Portraitist, oltre che in un resoconto corroborato dal corrispondente della BBC Fergal Keane, che intervistò Brasse sulla sua esperienza al campo in un articolo intitolato Returning to Auschwitz: Photographs from Hell, pubblicato su Mail Online in occasione della première del film a Londra.
Visitando la mostra commemorativa del museo statale di Auschwitz-Birkenau nel Blocco n.6, Keane ha descritto le emozioni provate nel vedere le fotografie della Kwoka.
Era così giovane e così terrorizzata. La ragazza non capiva perché fosse lì e non capiva cosa le stessero dicendo. Allora una donna Kapo (una detenuta sorvegliante) prese un bastone e la colpì in faccia. Quella donna tedesca stava solo sfogando la sua rabbia contro la ragazza. Una ragazza così bella, così innocente. Lei pianse, ma non poté fare nulla. Prima che la fotografia fosse scattata, la ragazza si asciugò le lacrime e il sangue dal taglio sul labbro. A dire la verità, mi sentivo come se fossi stato colpito io stesso, ma non potevo intromettermi. Sarebbe stato fatale per me. Non potevi dire assolutamente nulla.»